# Mervallastenen
Mervallastenen er en runesten fra det 11. århundrede og står i Mervalla på Selaön i Södermanland.
Det Domesnæs der omtales i teksten er et næs, som skyder ud i Rigabugten mod Runø og Øsel. Semgallen er området syd for Rigabugten vest for Daugava. Begge områder passeredes da vikingerne drog østpå i deres skibe.